# Quetzalcóatl Rangel
Quetzalcóatl Rangel más conocido como Quetzal (Acapulco, Guerrero, México, 1985 - Ciudad de México, 2008) fue un diseñador de moda mexicano.

## Primeros años
Rangel nació en Acapulco, pero fue criado en Tabasco, estudió diseño de moda en Lasalle College en Montreal, y en México ingresó a IES Moda Casa de Francia que abandonó dos semestres después.

## Marvin y Quetzal
En 2003 conoció a Marvin Durán quien poco tiempo después sería su pareja sentimental y socio, al año siguiente fundaron Marvin y Quetzal; mostraban sus creaciones en MySpace generando una comunidad que les dio proyección internacional presentaron su primera colección en 2006 en el Hotel Virreyes, los dos años siguientes presentaron sus colecciones en Fashion Week México por los patrocinios de American Apparel y Sauza recibiendo críticas positivas de la prensa por su uso de colores neón y cortes vanguardistas. Sus diseños aparecieron en revistas como Harper's Bazaar, Rolling Stone y Nylon. Tras el fallecimiento de Quetzal, Marvin presentó algunas colecciones por su cuenta cerrando la marca eventualmente. La firma se relanzó en 2016.

## Fallecimiento
Quetzalcóatl fue encontrado muerto a las 4 de la madrugada del 12 de septiembre de 2008 en el  edificio donde vivía; sufrió una caída de 10 metros de altura al resbalar de la azotea de su hogar.